# Тремец (Калинковичский район)
Тремец (бел. Трамец) — деревня в Савичском сельсовете Калинковичского района Гомельской области Беларуси.

## География

### Расположение
В 51 км на северо-запад от Калинкович, 31 км от железнодорожной станции Холодники (на линии Жлобин — Калинковичи), 173 км от Гомеля.

### Гидрография
На юге река Медведь (приток реки Тремля).

## Транспортная сеть
Транспортные связи по просёлочной, затем автомобильной дороге Калинковичи — Бобруйск. Планировка состоит из 2 коротких, параллельных между собой улиц широтной ориентации, застроенных редко, деревянными крестьянскими усадьбами.

## История
По письменным источникам известна с XIX века как хутор в Рудобельской волости Бобруйского уезда Минской губернии. В 1931 году жители вступили в колхоз. Во время Великой Отечественной войны в апреле 1943 года оккупанты полностью сожгли деревню и убили 1 жителя. 25 жителей погибли на фронте. Согласно переписи 1959 года в составе совхоза «Тремлянский» (центр — деревня Савичи).

## Население

### Численность
- 2004 год — 18 хозяйств, 25 жителей.

### Динамика
- 1897 год — 6 дворов, 91 житель (согласно переписи).
- 1908 год — 13 дворов 97 жителей.
- 1917 год — 106 жителей.
- 1940 год — 72 двора, 288 жителей.
- 1959 год — 216 жителей (согласно переписи).
- 2004 год — 18 хозяйств, 25 жителей.